# HMD Global
HMD Global (Human Mobile Devices) is een Fins elektronicabedrijf dat zetelt in de Nokia Campus in Espoo. Taiwanees zakenman en eigenaar van Foxconn Terry Gou is de belangrijkste eigenaar. Het bedrijf werd op 1 december 2016 opgericht en heeft het exclusieve recht om mobiele telefoons onder de naam Nokia uit te brengen. Hiervoor werd de mobiele telefoondivisie van Microsoft Mobile overgenomen, die in 2014 de telefoonafdeling van Nokia overgenomen had. Als handelsnaam wordt Nokia Mobile gebruikt. De productie is uitbesteed aan het Taiwanese Foxconn. In december 2016 verscheen de Nokia 150 en in januari 2017 de eerste telefoon met het Android besturingssysteem, de Nokia 6.

## Lijst van telefoons

### Klassieke telefoons
| Naam             | Datum             | OS         | SoC                     | RAM    | Opslag | Scherm  | Scherm    | Camera | Camera | MicroSD       | Batterij | Connectoren                | Connectoren |
| Naam             | Datum             | OS         | SoC                     | RAM    | Opslag | Grootte | Resolutie | Achter | Voor   | MicroSD       | Batterij | Opladen Gegevensoverdracht | Audio       |
| ---------------- | ----------------- | ---------- | ----------------------- | ------ | ------ | ------- | --------- | ------ | ------ | ------------- | -------- | -------------------------- | ----------- |
| Nokia 150 (2016) | 13 december 2016  | Series 30+ | MediaTek                | 8 MB   | 8 MB   | 2.4"    | 240×320   | 0,3 MP | -      | Ja, tot 32 GB | 1020 mAh | USB Micro-B 2.0            | 3.5mm jack  |
| Nokia 3310       | 26 februari 2017  | Series 30+ | MediaTek MT6260         | 16 MB  | 16 MB  | 2.4"    | 240×320   | 2 MP   | -      | Ja, tot 32 GB | 1200 mAh | USB Micro-B 2.0            | 3.5mm jack  |
| Nokia 105 (2017) | 17 juli 2017      | Series 30+ | MediaTek                | 4 MB   | 4 MB   | 1.8"    | 128×160   | -      | -      | Nee           | 800 mAh  | USB Micro-B 2.0            | 3.5mm jack  |
| Nokia 130 (2017) | 17 juli 2017      | Series 30+ | MediaTek                | 4 MB   | 8 MB   | 1.8"    | 128×160   | 0,3 MP | -      | Ja, tot 32 GB | 1020 mAh | USB Micro-B 2.0            | 3.5mm jack  |
| Nokia 3310 3G    | 28 september 2017 | Feature OS | Spreadtrum SC7701B      | 64 MB  | 64 MB  | 2.4"    | 240×320   | 2 MP   | -      | Ja, tot 32 GB | 1200 mAh | USB Micro-B 2.0            | 3.5mm jack  |
| Nokia 3310 4G    | 30 januari 2018   | Yun OS     | Spreadtrum SC9820A      | 256 MB | 512 MB | 2.4"    | 240×320   | 2 MP   | -      | Ja, tot 64 GB | 1200 mAh | USB Micro-B 2.0            | 3.5mm jack  |
| Nokia 8110 4G    | 25 februari 2018  | KaiOS      | Qualcomm Snapdragon 205 | 512 MB | 4 GB   | 2.45"   | 240×320   | 2 MP   | -      | Ja, tot 32 GB | 1500 mAh | USB Micro-B 2.0            | 3.5mm jack  |
| Nokia 106 (2018) | 14 november 2018  | Series 30+ | MediaTek MT6261D        | 4 MB   | 4 MB   | 1.8"    | 128×160   | -      | -      | Nee           | 800 mAh  | USB Micro-B 2.0            | 3.5mm jack  |
| Nokia 210        | 24 februari 2019  | Series 30+ | MediaTek MT6260A        | 16 MB  | 16 MB  | 2.4"    | 240×320   | 0,3 MP | -      | Ja, tot 32 GB | 1020 mAh | USB Micro-B 2.0            | 3.5mm jack  |
| Nokia 105 (2019) | 24 juli 2019      | Series 30+ | MediaTek                | 4 MB   | 4 MB   | 1.77"   | 128×160   | -      | -      | Nee           | 800 mAh  | USB Micro-B 1.1            | 3.5mm jack  |
| Nokia 220 4G     | 24 juli 2019      | Feature OS | MediaTek                | 16 MB  | 24 MB  | 2.4"    | 128×160   | 0,3 MP | -      | Nee           | 1200 mAh | USB Micro-B 2.0            | 3.5mm jack  |
| Nokia 110        | 5 september 2019  | Series 30+ | UniSoC SC6531E          | 4 MB   | 4 MB   | 1.77"   | 128×160   | 0,3 MP | -      | Ja, tot 32 GB | 800 mAh  | USB Micro-B 2.0            | 3.5mm jack  |
| Nokia 800 Tough  | 5 september 2019  | KaiOS      | Qualcomm Snapdragon 205 | 512 MB | 4 GB   | 2.4"    | 240×320   | 2 MP   | -      | Ja, tot 32 GB | 2100 mAh | USB Micro-B 2.0            | 3.5mm jack  |
| Nokia 2720 Flip  | 5 september 2019  | KaiOS      | Qualcomm Snapdragon 205 | 512 MB | 4 GB   | 2.8"    | 240×320   | 2 MP   | -      | Ja, tot 32 GB | 1500 mAh | USB Micro-B 2.0            | 3.5mm jack  |
| Nokia 5310       | 19 maart 2020     | Series 30+ | MediaTek MT6260A        | 8 MB   | 16 MB  | 2.4"    | 240×320   | 0,3 MP | -      | Ja, tot 32 GB | 1200 mAh | USB Micro-B 1.1            | 3.5mm jack  |
| Nokia 125        | 12 mei 2020       | Series 30+ | MediaTek                | 4 MB   | 4 MB   | 2.4"    | 240×320   | -      | -      | Nee           | 1020 mAh | USB Micro-B 2.0            | 3.5mm jack  |
| Nokia 150 (2020) | 12 mei 2020       | Series 30+ | MediaTek                | 4 MB   | 4 MB   | 2.4"    | 240×320   | 0,3 MP | -      | Ja, tot 32 GB | 1020 mAh | USB Micro-B 2.0            | 3.5mm jack  |
| Nokia 215 4G     | 10 oktober 2020   | Series 30+ | UniSoC USM9117          | 128 MB | 64 MB  | 2.4"    | 240×320   | -      | -      | Ja, tot 32 GB | 1150 mAh | USB Micro-B 2.0            | 3.5mm jack  |
| Nokia 225 4G     | 10 oktober 2020   | Series 30+ | UniSoC USM9117          | 128 MB | 64 MB  | 2.4"    | 240×320   | 0,3 MP | -      | Ja, tot 32 GB | 1150 mAh | USB Micro-B 2.0            | 3.5mm jack  |
| Nokia 6300 4G    | 12 november 2020  | KaiOS      | Qualcomm Snapdragon 210 | 512 MB | 4 GB   | 2.4"    | 240×320   | 0,3 MP | -      | Ja, tot 32 GB | 1500 mAh | USB Micro-B 2.0            | 3.5mm jack  |
| Nokia 8000 4G    | 12 november 2020  | KaiOS      | Qualcomm Snapdragon 210 | 512 MB | 4 GB   | 2.8"    | 240×320   | 2 MP   | -      | Ja, tot 32 GB | 1500 mAh | USB Micro-B 2.0            | 3.5mm jack  |

### Android-smartphones

#### 2017
| Naam               | Datum            | Android versie | Android versie | SoC                     | RAM  | Opslag | Scherm  | Scherm    | Camera   | Camera | MicroSD        | Batterij | Connectoren                | Connectoren |
| Naam               | Datum            | Release        | Hoogste        | SoC                     | RAM  | Opslag | Grootte | Resolutie | Achter   | Voor   | MicroSD        | Batterij | Opladen Gegevensoverdracht | Audio       |
| ------------------ | ---------------- | -------------- | -------------- | ----------------------- | ---- | ------ | ------- | --------- | -------- | ------ | -------------- | -------- | -------------------------- | ----------- |
| Nokia 2            | 31 oktober 2017  | 7.1            | 8.1            | Qualcomm Snapdragon 212 | 1 GB | 8 GB   | 5"      | 720×1280  | 8 MP     | 5 MP   | Ja, tot 128 GB | 4100 mAh | USB Micro-B 2.0            | 3.5mm jack  |
| Nokia 3            | 26 februari 2017 | 7.0            | 9.0            | MediaTek MT6737         | 2 GB | 16 GB  | 5"      | 720×1280  | 8 MP     | 8 MP   | Ja, tot 128 GB | 2630 mAh | USB Micro-B 2.0            | 3.5mm jack  |
| Nokia 5            | 26 februari 2017 | 7.1            | 9.0            | Qualcomm Snapdragon 430 | 2 GB | 16 GB  | 5.2"    | 720×1280  | 13 MP    | 8 MP   | Ja, tot 128 GB | 3000 mAh | USB Micro-B 2.0            | 3.5mm jack  |
| Nokia 6            | 8 januari 2017   | 7.1            | 9.0            | Qualcomm Snapdragon 430 | 3 GB | 32 GB  | 5.5"    | 1080×1920 | 16 MP    | 8 MP   | Ja, tot 128 GB | 3000 mAh | USB Micro-B 2.0            | 3.5mm jack  |
| Nokia 6 Arte Black | 26 februari 2017 | 7.1            | 9.0            | Qualcomm Snapdragon 430 | 4 GB | 64 GB  | 5.5"    | 1080×1920 | 16 MP    | 8 MP   | Ja, tot 128 GB | 3000 mAh | USB Micro-B 2.0            | 3.5mm jack  |
| Nokia 7            | 19 oktober 2017  | 7.1            | 9.0            | Qualcomm Snapdragon 630 | 4 GB | 64 GB  | 5.2"    | 1080×1920 | 16 MP    | 5 MP   | Ja, tot 128 GB | 3000 mAh | USB-C 2.0                  | 3.5mm jack  |
| Nokia 8            | 16 augustus 2017 | 7.1            | 9.0            | Qualcomm Snapdragon 835 | 4 GB | 64 GB  | 5.3"    | 1440×2560 | 13+13 MP | 13 MP  | Ja, tot 256 GB | 3090 mAh | USB-C 3.1                  | 3.5mm jack  |

#### 2018
| Naam                    | Datum            | Android versie | Android versie | SoC                        | RAM  | Opslag | Scherm  | Scherm    | Camera   | Camera | MicroSD        | Batterij | Connectoren                | Connectoren |
| Naam                    | Datum            | Release        | Hoogste        | SoC                        | RAM  | Opslag | Grootte | Resolutie | Achter   | Voor   | MicroSD        | Batterij | Opladen Gegevensoverdracht | Audio       |
| ----------------------- | ---------------- | -------------- | -------------- | -------------------------- | ---- | ------ | ------- | --------- | -------- | ------ | -------------- | -------- | -------------------------- | ----------- |
| Nokia 1                 | 25 februari 2018 | 8.1 GO         | 10.0 GO        | MediaTek MT6737M           | 1 GB | 8 GB   | 4.5"    | 480×854   | 5 MP     | 2 MP   | Ja, tot 128 GB | 2150 mAh | USB Micro-B 2.0            | 3.5mm jack  |
| Nokia 2.1               | 29 mei 2018      | 8.1 GO         | 10.0 GO        | Qualcomm Snapdragon 425    | 1 GB | 8 GB   | 5.5"    | 720×1280  | 8 MP     | 5 MP   | Ja, tot 128 GB | 4000 mAh | USB Micro-B 2.0            | 3.5mm jack  |
| Nokia 3.1               | 29 mei 2018      | 8.1            | 10.0           | MediaTek MT6750N           | 2 GB | 16 GB  | 5.2"    | 720×1440  | 13 MP    | 8 MP   | Ja, tot 128 GB | 2990 mAh | USB Micro-B 2.0            | 3.5mm jack  |
| Nokia 3.1 Plus          | 10 oktober 2018  | 8.1            | 10.0           | MediaTek Helio P22 MT6762  | 2 GB | 16 GB  | 6"      | 720×1440  | 13+5 MP  | 8 MP   | Ja, tot 400 GB | 3500 mAh | USB Micro-B 2.0            | 3.5mm jack  |
| Nokia 5.1               | 29 mei 2018      | 8.1            | 10.0           | MediaTek Helio P18 MT6755S | 2 GB | 16 GB  | 5.5"    | 1080×2160 | 16 MP    | 8 MP   | Ja, tot 128 GB | 3000 mAh | USB Micro-B 2.0            | 3.5mm jack  |
| Nokia 5.1 Plus Nokia X5 | 18 juli 2018     | 8.1            | 10.0           | MediaTek Helio P60 MT6771  | 3 GB | 32 GB  | 5.86"   | 720×1520  | 13+5 MP  | 8 MP   | Ja, tot 256 GB | 3060 mAh | USB-C 2.0                  | 3.5mm jack  |
| Nokia 6.1               | 25 februari 2018 | 8.1            | 10.0           | Qualcomm Snapdragon 630    | 3 GB | 32 GB  | 5.5"    | 1080×1920 | 16 MP    | 8 MP   | Ja, tot 128 GB | 3000 mAh | USB-C 2.0                  | 3.5mm jack  |
| Nokia 6.1 Plus Nokia X6 | 16 mei 2018      | 8.1            | 10.0           | Qualcomm Snapdragon 636    | 4 GB | 32 GB  | 5.8"    | 1080×2280 | 16+5 MP  | 16 MP  | Ja, tot 256 GB | 3060 mAh | USB-C 2.0                  | 3.5mm jack  |
| Nokia 7.1               | 4 oktober 2018   | 8.1            | 10.0           | Qualcomm Snapdragon 636    | 3 GB | 32 GB  | 5.84"   | 1080×2280 | 12+5 MP  | 8 MP   | Ja, tot 400 GB | 3060 mAh | USB-C 2.0                  | 3.5mm jack  |
| Nokia 7 Plus            | 25 februari 2018 | 8.1            | 10.0           | Qualcomm Snapdragon 660    | 4 GB | 64 GB  | 6"      | 1080×2160 | 12+13 MP | 16 MP  | Ja, tot 256 GB | 3800 mAh | USB-C 2.0                  | 3.5mm jack  |
| Nokia 8.1 Nokia X7      | 18 oktober 2018  | 8.1            | 11.0           | Qualcomm Snapdragon 710    | 4 GB | 64 GB  | 6.18"   | 1080×2244 | 12+13 MP | 20 MP  | Ja, tot 400 GB | 3500 mAh | USB-C 2.0                  | 3.5mm jack  |
| Nokia 8 Sirocco         | 25 februari 2018 | 8.1            | 10.0           | Qualcomm Snapdragon 835    | 6 GB | 128 GB | 5.5"    | 1440×2560 | 12+13 MP | 5 MP   | Nee            | 3260 mAh | USB-C 3.1                  | Nee         |

#### 2019
| Naam             | Datum            | Android versie | Android versie | SoC                       | RAM  | Opslag | Scherm  | Scherm    | Camera    | Camera | MicroSD        | Batterij | Connectoren                | Connectoren |
| Naam             | Datum            | Release        | Hoogste        | SoC                       | RAM  | Opslag | Grootte | Resolutie | Achter    | Voor   | MicroSD        | Batterij | Opladen Gegevensoverdracht | Audio       |
| ---------------- | ---------------- | -------------- | -------------- | ------------------------- | ---- | ------ | ------- | --------- | --------- | ------ | -------------- | -------- | -------------------------- | ----------- |
| Nokia C1         | 11 december 2019 | 9.0 GO         | 9.0 GO         | UniSoC SC7731E            | 1 GB | 16 GB  | 5.45"   | 480×960   | 5 MP      | 5 MP   | Ja, tot 64 GB  | 2500 mAh | USB Micro-B 2.0            | 3.5mm jack  |
| Nokia 1.1 Plus   | 24 februari 2019 | 9.0 GO         | 10.0 GO        | MediaTek MT6739WW         | 1 GB | 8 GB   | 5.45"   | 480×960   | 8 MP      | 5 MP   | Ja, tot 128 GB | 2500 mAh | USB Micro-B 2.0            | 3.5mm jack  |
| Nokia 2.2        | 6 juni 2019      | 9.0            | 10.0           | MediaTek Helio A22 MT6761 | 2 GB | 16 GB  | 5.71"   | 720×1520  | 13 MP     | 5 MP   | Ja, tot 400 GB | 3000 mAh | USB Micro-B 2.0            | 3.5mm jack  |
| Nokia 2.3        | 5 december 2019  | 9.0            | 11.0           | MediaTek Helio A22 MT6761 | 2 GB | 32 GB  | 6.2"    | 720×1520  | 13+2 MP   | 5 MP   | Ja, tot 512 GB | 4000 mAh | USB Micro-B 2.0            | 3.5mm jack  |
| Nokia 3.2        | 24 februari 2019 | 9.0            | 11.0           | Qualcomm Snapdragon 429   | 2 GB | 16 GB  | 6.26"   | 720×1520  | 13 MP     | 5 MP   | Ja, tot 400 GB | 4000 mAh | USB Micro-B 2.0            | 3.5mm jack  |
| Nokia 4.2        | 24 februari 2019 | 9.0            | 10.0           | Qualcomm Snapdragon 439   | 2 GB | 16 GB  | 5.71"   | 720×1520  | 13+2 MP   | 8 MP   | Ja, tot 400 GB | 3000 mAh | USB Micro-B 2.0            | 3.5mm jack  |
| Nokia 6.2        | 5 september 2019 | 9.0            | 10.0           | Qualcomm Snapdragon 636   | 4 GB | 64 GB  | 6.3"    | 1080×2340 | 16+5+8 MP | 8 MP   | Ja, tot 512 GB | 3500 mAh | USB-C 2.0                  | 3.5mm jack  |
| Nokia X71        | 2 april 2019     | 9.0            | 9.0            | Qualcomm Snapdragon 660   | 6 GB | 128 GB | 6.39"   | 1080×2316 | 48+5+8 MP | 16 MP  | Ja, tot 256 GB | 3500 mAh | USB-C 2.0                  | 3.5mm jack  |
| Nokia 7.2        | 5 september 2019 | 9.0            | 10.0           | Qualcomm Snapdragon 660   | 6 GB | 128 GB | 6.3"    | 1080×2340 | 48+5+8 MP | 20 MP  | Ja, tot 512 GB | 3500 mAh | USB-C 2.0                  | 3.5mm jack  |
| Nokia 9 PureView | 24 februari 2019 | 9.0            | 10.0           | Qualcomm Snapdragon 845   | 6 GB | 128 GB | 5.99"   | 1440×3040 | 5×12 MP   | 20 MP  | Nee            | 3320 mAh | USB-C 3.1                  | Nee         |

#### 2020
| Naam                          | Datum             | Android versie | Android versie | SoC                       | RAM  | Opslag | Scherm  | Scherm    | Camera       | Camera | MicroSD        | Batterij | Connectoren                | Connectoren |
| Naam                          | Datum             | Release        | Hoogste        | SoC                       | RAM  | Opslag | Grootte | Resolutie | Achter       | Voor   | MicroSD        | Batterij | Opladen Gegevensoverdracht | Audio       |
| ----------------------------- | ----------------- | -------------- | -------------- | ------------------------- | ---- | ------ | ------- | --------- | ------------ | ------ | -------------- | -------- | -------------------------- | ----------- |
| Nokia C1 Plus                 | 14 december 2020  | 10.0 GO        | 10.0 GO        | UniSoC SC9832E            | 1 GB | 16 GB  | 5.45"   | 720×1440  | 5 MP         | 5 MP   | Ja, tot 128 GB | 2500 mAh | USB Micro-B 2.0            | 3.5mm jack  |
| Nokia C2                      | 15 maart 2020     | 9.0 GO         | 9.0 GO         | UniSoC SC9832E            | 1 GB | 16 GB  | 5.7"    | 720×1440  | 5 MP         | 5 MP   | Ja, tot 64 GB  | 2800 mAh | USB Micro-B 2.0            | 3.5mm jack  |
| Nokia C2 Tava Nokia C2 Tennen | 28 mei 2020       | 10.0           | 10.0           | MediaTek Helio A22 MT6761 | 2 GB | 16 GB  | 5.45"   | 720×1440  | 8+2 MP       | 5 MP   | Ja, tot 128 GB | 3000 mAh | USB-C 2.0                  | 3.5mm jack  |
| Nokia C3                      | 4 augustus 2020   | 10.0           | 10.0           | UniSoC SC9863             | 3 GB | 32 GB  | 5.99"   | 720×1440  | 8 MP         | 5 MP   | Ja, tot 128 GB | 3040 mAh | USB Micro-B 2.0            | 3.5mm jack  |
| Nokia C5 Endi                 | 28 mei 2020       | 10.0           | 10.0           | MediaTek Helio P22 MT6762 | 3 GB | 64 GB  | 6.517"  | 720×1600  | 13+2+5 MP    | 8 MP   | Ja, tot 128 GB | 4000 mAh | USB-C 2.0                  | 3.5mm jack  |
| Nokia 1.3                     | 19 maart 2020     | 10.0 GO        | 10.0 GO        | Qualcomm Snapdragon 215   | 1 GB | 16 GB  | 5.71"   | 720×1520  | 8 MP         | 5 MP   | Ja, tot 400 GB | 3000 mAh | USB Micro-B 2.0            | 3.5mm jack  |
| Nokia 2.4                     | 22 september 2020 | 10.0           | 10.0           | MediaTek Helio P22 MT6762 | 2 GB | 32 GB  | 6.5"    | 720×1600  | 13+2 MP      | 5 MP   | Ja, tot 512 GB | 4500 mAh | USB Micro-B 2.0            | 3.5mm jack  |
| Nokia 3.4                     | 22 september 2020 | 10.0           | 10.0           | Qualcomm Snapdragon 460   | 3 GB | 32 GB  | 6.39"   | 720×1560  | 13+2+5 MP    | 8 MP   | Ja, tot 512 GB | 4000 mAh | USB-C 2.0                  | 3.5mm jack  |
| Nokia 5.3                     | 19 maart 2020     | 10.0           | 10.0           | Qualcomm Snapdragon 665   | 3 GB | 64 GB  | 6.55"   | 720×1600  | 13+2+5+2 MP  | 8 MP   | Ja, tot 512 GB | 4000 mAh | USB-C 3.1                  | 3.5mm jack  |
| Nokia 5.4                     | 15 december 2020  | 10.0           | 11.0           | Qualcomm Snapdragon 662   | 4 GB | 64 GB  | 6.39"   | 720×1560  | 48+2+5+2 MP  | 16 MP  | Ja, tot 512 GB | 4000 mAh | USB-C 2.0                  | 3.5mm jack  |
| Nokia 8.3 5G                  | 19 maart 2020     | 10.0           | 11.0           | Qualcomm Snapdragon 765   | 6 GB | 64 GB  | 6.81"   | 1080×2400 | 64+12+2+2 MP | 24 MP  | Ja, tot 512 GB | 4500 mAh | USB-C 3.1                  | 3.5mm jack  |

#### 2021
| Naam      | Datum           | Android versie | Android versie | SoC                        | RAM  | Opslag | Scherm  | Scherm    | Camera      | Camera | MicroSD        | Batterij | Connectoren                | Connectoren |
| Naam      | Datum           | Release        | Hoogste        | SoC                        | RAM  | Opslag | Grootte | Resolutie | Achter      | Voor   | MicroSD        | Batterij | Opladen Gegevensoverdracht | Audio       |
| --------- | --------------- | -------------- | -------------- | -------------------------- | ---- | ------ | ------- | --------- | ----------- | ------ | -------------- | -------- | -------------------------- | ----------- |
| Nokia 1.4 | 3 februari 2021 | 10.0 GO        | 10.0 GO        | Qualcomm Snapdragon 215    | 1 GB | 16 GB  | 6.517"  | 720×1600  | 8+2 MP      | 5 MP   | Ja, tot 128 GB | 4000 mAh | USB Micro-B 2.0            | 3.5mm jack  |
| Nokia C10 | 8 april 2021    | 11.0 GO        | 11.0 GO        | UniSoC SC7331E             | 2 GB | 16 GB  | 6.517"  | 720×1600  | 5 MP        | 5 MP   | Ja, tot 256 GB | 3000 mAh | USB Micro-B 2.0            | 3.5mm jack  |
| Nokia C20 | 8 april 2021    | 11.0 GO        | 11.0 GO        | UniSoC SC9863A             | 2 GB | 16 GB  | 6.517"  | 720×1600  | 5 MP        | 5 MP   | Ja, tot 256 GB | 3000 mAh | USB Micro-B 2.0            | 3.5mm jack  |
| Nokia G10 | 8 april 2021    | 11.0           | 11.0           | MediaTek Helio G25 MT6762G | 3 GB | 32 GB  | 6.5"    | 720×1600  | 13+2+2 MP   | 8 MP   | Ja, tot 512 GB | 5050 mAh | USB-C 2.0                  | 3.5mm jack  |
| Nokia G20 | 8 april 2021    | 11.0           | 11.0           | MediaTek Helio G35 MT6765G | 4 GB | 64 GB  | 6.5"    | 720×1600  | 48+2+5+2 MP | 8 MP   | Ja, tot 512 GB | 5050 mAh | USB-C 2.0                  | 3.5mm jack  |
| Nokia X10 | 8 april 2021    | 11.0           | 11.0           | Qualcomm Snapdragon 480    | 4 GB | 64 GB  | 6.67"   | 1080×2400 | 48+2+5+2 MP | 8 MP   | Ja, tot 512 GB | 4470 mAh | USB-C 2.0                  | 3.5mm jack  |
| Nokia X20 | 8 april 2021    | 11.0           | 11.0           | Qualcomm Snapdragon 480    | 6 GB | 128 GB | 6.67"   | 1080×2400 | 64+2+5+2 MP | 32 MP  | Ja, tot 512 GB | 4470 mAh | USB-C 2.0                  | 3.5mm jack  |